# Manuel Bayeu

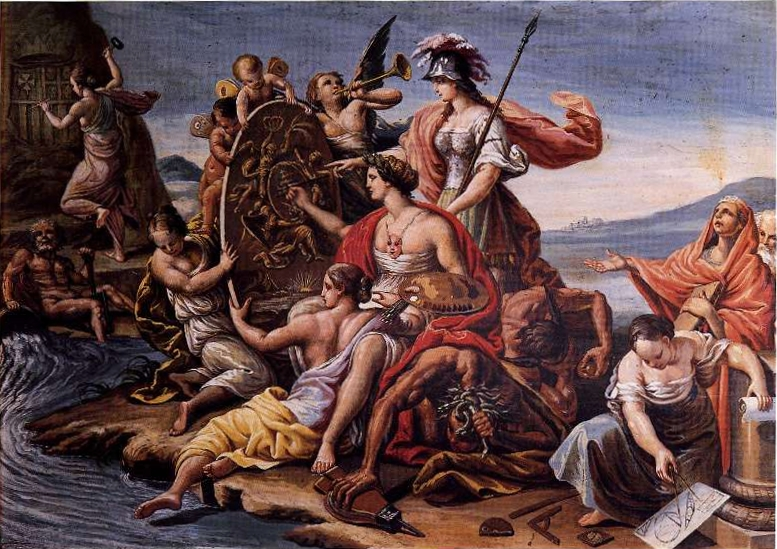
Alegoría de las Bellas Artes exaltando a la Real Sociedad Económica Aragonesa de Amigos del País, ok. 1785.

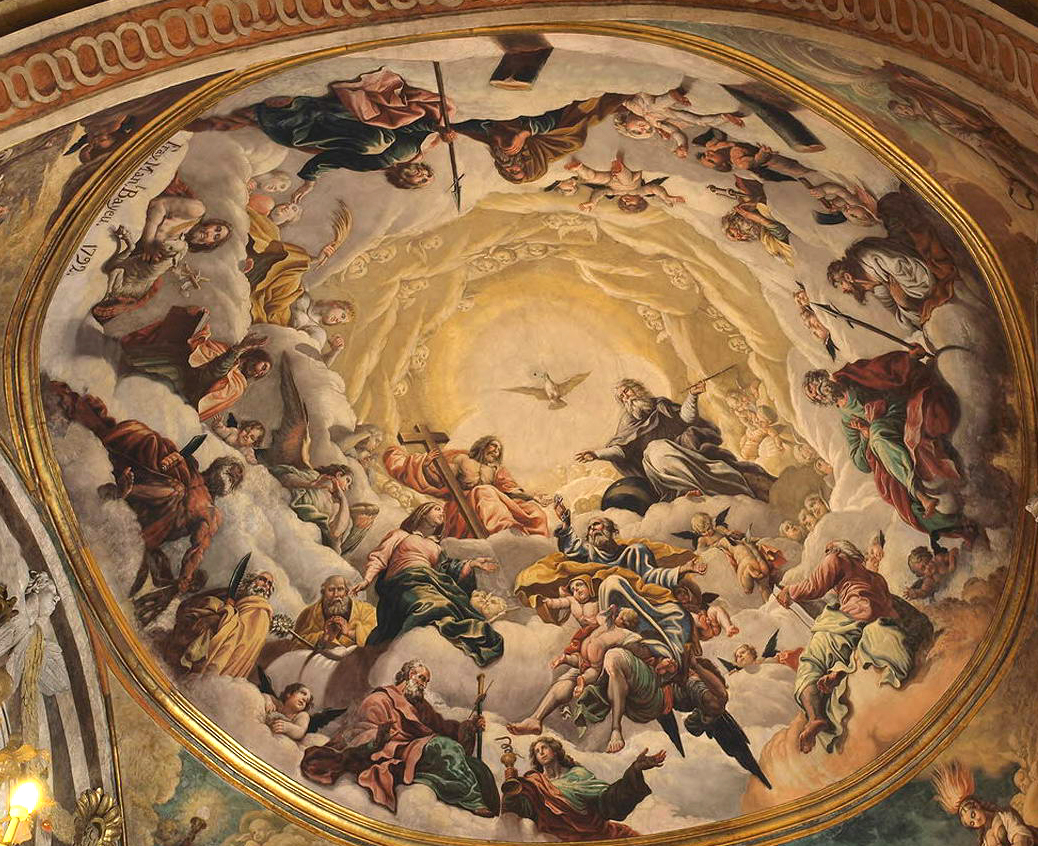
Fresk w absydzie w katedrze San Pedro de Jaca, 1792

Manuel Bayeu y Subías – hiszpański malarz i architekt, należał do zakonu Kartuzów.
Pochodził z zamożnej rodziny malarzy (jego braćmi byli Francisco i Ramón Bayeu). Szczególnie związany był ze starszym Franciskiem, po przedwczesnej śmierci ojca w 1755 r. udał się w ślad za bratem do Madrytu aby studiować na Królewskiej Akademii Sztuk Pięknych św. Ferdynanda. Informacje na temat jego życia pochodzą z rozległej korespondencji (oryginały przechowywane są w Muzeum Prado), którą utrzymywał z przyjacielem Goi, kupcem i mecenasem sztuki Martinem Zapaterem.
Większość życia spędził w kartuzji Nuestra Señora de las Fuentes w Saragossie, do której wstąpił 3 grudnia 1760.
Prawdopodobnie dwukrotnie nawiązał artystyczną współpracę ze swoim bratem Francisco przy okazji jego wizyt w katedrze El Pilar w Saragossie. W 1779 r. artyści z Saragossy zadenuncjowali jego prace malarskie, ponieważ nie pobierał za nie opłaty, a w konsekwencji nie płacił podatków. Bayeu utrzymywał, że jego prace były zadośćuczynieniem za pomoc i drobne prace wykonywane dla kartuzji. Wyszedł zwycięsko z tego konfliktu, który dodatkowo rozsławił jego prace. Otrzymał wsparcie Królewskiej Akademii Sztuk Pięknych św. Ferdynanda w Madrycie, oraz specjalne pozwolenie od przeora, dzięki któremu mógł dalej malować.
Jego najbardziej znane dzieło to bardzo osobiste obrazy kartuskie w Las Fuentes, obecnie znajdujące się w Museo de Huesca. Pracował również w okręgu Los Monegros, gdzie wykonał dekorację kaplicy św. Piotra Arbués w Lalueza, ozdobił także monastyr w Sigena i sanktuarium maryjne w Magallón. Przypisuje mu się także liczne dzieła zdobiące katedrę w Huesce i w Jaca. Również w Saragossie jego dzieła pojawiają się pojedynczo w różnych kościołach.
Pod koniec życia został wysłany przez swoich przełożonych na Majorkę, w celu wykonania dekoracji ściennej w kartuzji w Valldemosa. Zaprzyjaźnił się tam z pisarzem Gasparem Melchorem de Jovellanos, który przebywał na wygnaniu w zamku Bellver.